# 瀬戸大将

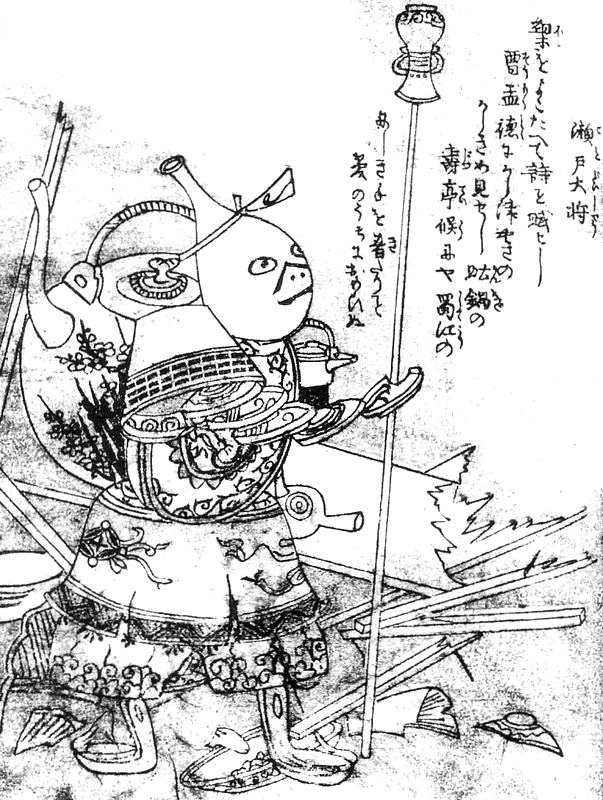
鳥山石燕『百器徒然袋』より「瀬戸大将」

瀬戸大将（せとたいしょう）は、鳥山石燕による妖怪画集『百器徒然袋』にある日本の妖怪。
さまざまな瀬戸物の寄せ集めの甲冑を身に着けたような姿で描かれている。石燕による解説文には「曹孟徳にからつやきのからきめ見せし燗鍋（かんなべ）の寿亭侯にや蜀江のにしき手を着たり」などとあり、『三国志演義』などで知られる関羽（寿亭侯）と曹操（曹孟徳）についてを陶磁器（燗鍋、錦手）とからめながら見立てて引用をしており、瀬戸物と唐津物による陶磁器同士の争いとして描いた趣向であると考えられている。『百器徒然袋』に描かれている妖怪たちに共通する点であるが、実際に何らかの伝承が存在する妖怪ではない。
浮世絵師・月岡芳年は錦絵『百器夜行』（1865年）に石燕の瀬戸大将を参考にしたと見られる絵を描いている。

## 平成以降の解説
平成以降の妖怪に関する書籍では、江戸時代に瀬戸大将が率いる瀬戸物たちがそれまでの主流であった唐津物を打ち負かしたことによって瀬戸物が家庭雑器の主流として勢力を拡大したという解説も見られる。これは石燕が書くところの瀬戸物と唐津物とが合戦をしたとされる解説部分の紹介が拡大されて生じたものであると考えられる。